# Liborio Brieba
Liborio Enrique Brieba Pacheco (Valparaíso, 1841-ibíd., 1897) fue un escritor, pedagogo, periodista e ingeniero chileno, perteneciente a la llamada Generación de 1867 o del Realismo.[cita requerida]

## Biografía
Hijo de Mariano Brieba y Mercedes Pacheco. Se licenció como maestro a los diecisiete años y siguió una carrera administrativa en el entonces llamado Ministerio de Instrucción Pública. Se dio a conocer a los treinta bajo el seudónimo de "Mefistófeles" publicando folletines satíricos e históricos. Fueron muy populares dos de ellos, novelas históricas publicadas por entregas en la revista literaria La Estrella de Chile de Santiago: Los Talaveras (1871) y El capitán San Bruno (1875), continuación de la anterior. Estas extensas obras (la segunda completaba 1200 páginas) se ambientan entre los años 1814 a 1817, período de la historia de Chile conocido como Reconquista. Ambas fueron reunidas después bajo el título de Episodios Nacionales, ampliándose ulteriormente con nuevas novelas históricas sobre la Independencia de Chile: Las prisiones de Juan Fernández, Manuel Rodríguez, Los favoritos de Marcó del Pont, Los guerrilleros insurgentes, Chacabuco y la libertad de Chile y Entre las nieves. También escribió novelas sobre brujería que llamó "novelas sobrenaturales": Las camisas de Lucifer, Los anteojos de Santanás y El profesor de crímenes. Todas estas novelas fueron editadas originalmente como folletines y en ellas se muestra narrador ameno e interesante, más centrado en los hechos que en sutilezas psicológicas; sus obras se han reimpreso con regularidad en el siglo XX.
Como periodista colaboró en El Heraldo y Las Novedades.
En su trabajo como ingeniero creó el primer ascensor de Valparaíso, el Ascensor Concepción (1883), por lo que se le considera el inventor local de estos funiculares. El público, sabiendo que Brieba había incursionado literariamente en temáticas luciferinas, consideró que estos ascensores eran de naturaleza diabólica y rechazó subirse en ellos. El propio Brieba tuvo que predicar con el ejemplo y realizar el primer viaje en compañía del alcalde de la ciudad. También, en calidad de ingeniero, fue el encargado de proyectar el trazado urbano de Villa Alemana y de la población El Paraíso de Valparaíso.
Fue además maestro y visitador de escuelas y lo nombraron Inspector de Instrucción Primaria bajo el mandato del presidente José Manuel Balmaceda, pero fue despojado del cargo tras la caída de este mandatario.

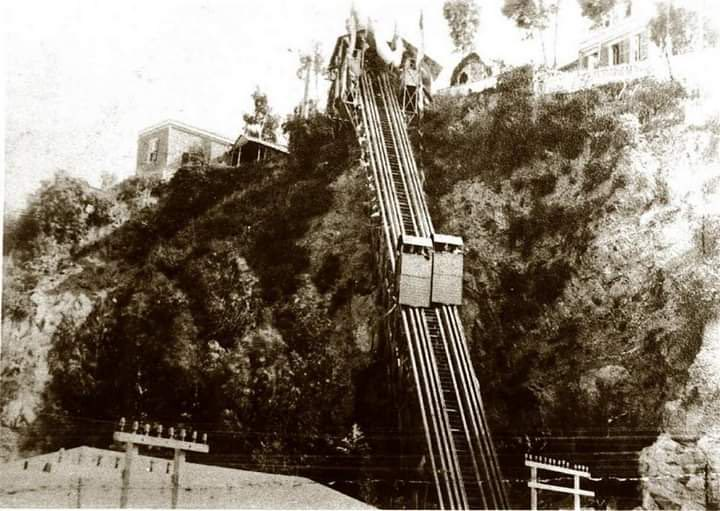
Ascensor Concepción, el primero en Valparaíso

## Obras

### Novela histórica
- Los Talaveras (1871)
- El enviado (1871)
- El capitán San Bruno o El escarmiento de los Talaveras (1875)
- Las prisiones de Juan Fernández, continuación de Los Talaveras y El capitán San Bruno (1905)[3]
- Manuel Rodríguez (1903)[3]
- La San Bartolomé de los patriotas
- Los favoritos de Marcó del Pont
- Los guerrilleros insurgentes
- Chacabuco y la libertad de Chile
- Entre las nieves

### Novela fantástica
- Las camisas de Lucifer (1872)
- Los anteojos de Satanás (1871)
- El profesor de crímenes (1876).

### Otros
- Informe presentado al señor Ministro de Instrucción Pública por Liborio E. Brieba, Imprenta Nacional, Santiago, 1868.
- Mis visitas a la Exposición Internacional de Chile en 1875, Santiago de Chile, imprenta Franklin, 1875.